# Benito Juárez, Cárdenas
Benito Juárez är en ort i Mexiko.   Den ligger i kommunen Cárdenas och delstaten Tabasco, i den sydöstra delen av landet, 600 km öster om huvudstaden Mexico City. Benito Juárez ligger 31 meter över havet och antalet invånare är 1 433.
Terrängen runt Benito Juárez är mycket platt. Runt Benito Juárez är det ganska tätbefolkat, med 60 invånare per kvadratkilometer. Närmaste större samhälle är Cárdenas, 7,7 km norr om Benito Juárez. Trakten runt Benito Juárez består till största delen av jordbruksmark.